# Rhaconotus niger
Rhaconotus niger är en stekelart som först beskrevs av Szepligeti 1914.  Rhaconotus niger ingår i släktet Rhaconotus och familjen bracksteklar. Inga underarter finns listade i Catalogue of Life.